# Chích bụi Nhật Bản
Chim chích bụi Nhật Bản (tên khoa học Horornis diphone) (tiếng Nhật: ウグイス Uguisu) là một loài chim châu Á thuộc bộ Sẻ, họ Chích bụi (Cettiidae), thường nghe thấy tiếng hơn thấy mặt. Ở Nhật Bản có thể nghe tiếng hót đặc trưng của loài này từ đầu mùa xuân. 

## Mô tả
Chim chích bụi Nhật Bản có màu nâu xám (phía trên màu nâu ôliu, ngả xám khi xuống thân dưới) và sống khép kín. Lông mày màu xanh xám, khoé mỏ cong lên trông như đang cười. Chiều dài vào khoảng 15.5 centimét. Thường được nhìn thấy vào xuân khi cây phủ lá. Vào đông, tiếng kêu của chúng ở tần số thấp. Ban ngày, chúng ẩn mình kĩ trong tán lá cây..

## Phân bố và cư trú
Chích bụi Nhật Bản sinh sống quanh năm ở khắp Nhật Bản (trừ Hokkaido) và phía bắc Philippines. Vào hè, có thể thấy chúng ở Hokkaido, Manchuria, Hàn Quốc và miền trung Trung Quốc. Vào đông thì thấy chúng ở phía nam Trung Quốc và Đài Loan.
Mùa hè, chúng tìm nơi cư trú trải dài từ đồi thấp đến núi cao, nhất là những bụi tre dày và thông đen. Mùa đông, chúng trú ẩn ở độ cao thấp. 

## Trong văn hoá

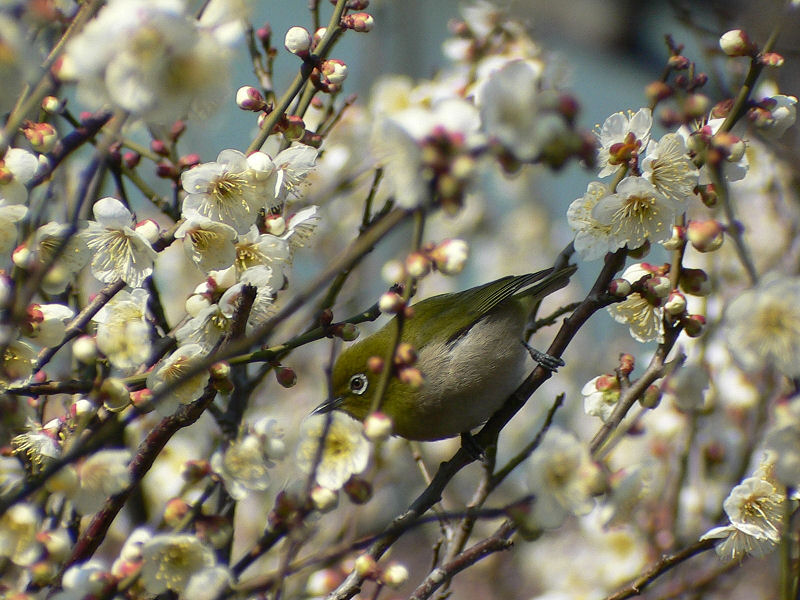

Hình ảnh chích bụi Nhật Bản là một trong những hình ảnh quen thuộc trong thi ca Nhật Bản và xuất hiện trong những tập thơ nổi tiếng nhất như Vạn diệp tập hay Kokin Wakashū. Trong haiku và renga, uguisu là quý ngữ (kigo) báo hiệu chớm xuân. Bên cạnh đó, hình ảnh loài chim này còn gắn liền với hoa mơ ume; cả hai xuất hiện cùng nhau trên những thẻ bài hoa hanafuda, hay hình ảnh kẹo trắng và nâu trong món kẹo ngọt Uguisu-boru cũng tượng tương cho hình ảnh trên. Tuy nhiên, phải đến khi vào xuân đã lâu và hoa mơ đã tàn thì mới nghe tiếng chim hót đặc trưng. Trong haiku, chích bụi lúc có tiếng hót đó là sasako, còn tiếng hót đó được gọi là sasanaki.
Vì tiếng hót quá hay của horornis diphone, chúng từng có tên tiếng Anh là Sơn ca Nhật Bản (Japanese Nightingale) dù cho con horornis diphone không hót về đêm như sơn ca châu Âu. Tên Japanese nightingale đã không còn được sử dụng.
Trong tiếng Nhật, uguisu-jō (jō=nữ) là phát thanh viên ở một trận bóng chày, hay là một phụ nữ đeo microphone quảng bá cho một sản phẩm nào đó bên ngoài cửa hàng. Họ còn được tuyển dụng để thông báo công chúng trước khi bầu cử cho các chính trị gia.
Trong kiến trúc Nhật, có một loại sàn tên là uguisubari. Loại sàn này phát ra tiếng kẽo kẹt nhỏ nghe như tiếng hót trầm của chích bụi Nhật, và được dùng để cảnh báo người đi ngủ rằng ninja đang lại gần. Uguisubari được sử dụng ở đền Eikan-dō, lâu đài Nijō hay đền Chion-in ở Kyoto.
Chất thải rắn của loài chim này có chứa một enzyme mà từ lâu đã được sử dụng trong các sản phẩm làm trắng da hay loại bỏ nếp nhăn. Có lúc nó được bán ra bên ngoài với tên bột uguisu. Chất thải này còn được dùng để loại bỏ vết bẩn trên kimono.

## Hình ảnh

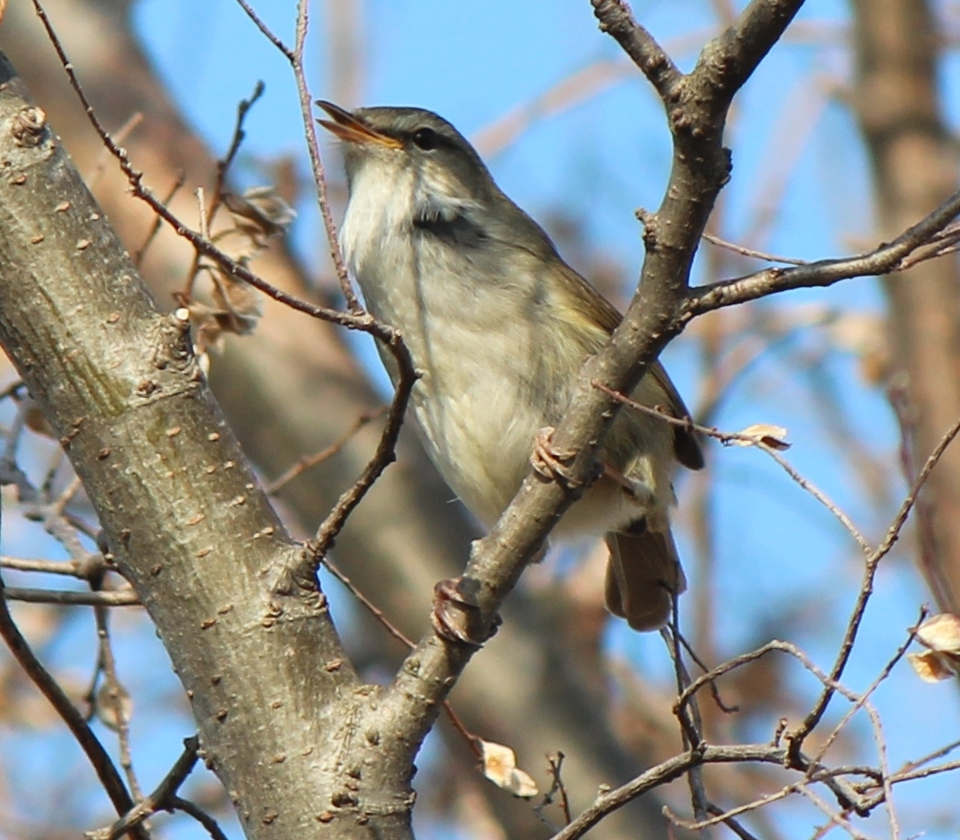
Chích bụi Nhật đực hót Hooo- hokekyo

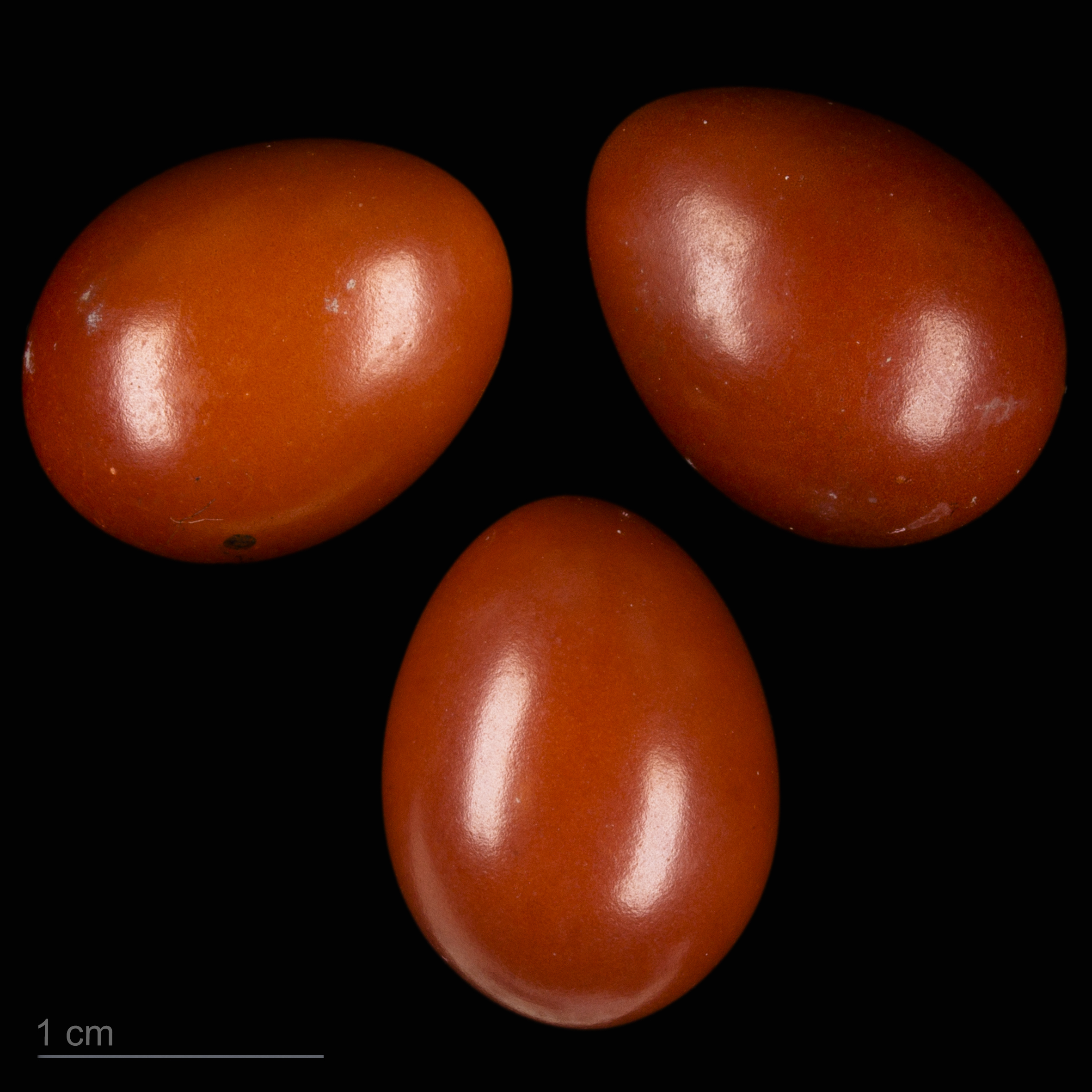
Horornis diphone cantans

- Pi pi pi... kekyo kekyo Hooo- hoke'kyo Hoohokekyo. Chim non chưa hót thành thục, nhưng sẽ dần làm được nhờ bắt chước các con khác trong khu vực.
- Hooo- hokekyo, hooo- hokekyo. Hai con chích bụi Nhật đang hót.
- Hoohokekyo
- Hoohokekyo
- Hoohokekyo